# 569 Міса
569 Міса (569 Misa) — астероїд головного поясу, відкритий 27 липня 1905 року Йоганном Палізою у Відні.